# Les Tuileries (Bellevue)
Pour les articles homonymes, voir Tuileries.
Les Tuileries est une localité qui fait partie de la commune de Bellevue, dans le canton de Genève, en Suisse.

## Histoire
Ce toponyme fait référence à l'extraction d'argile que l'on a pratiqué à cet emplacement de longue date, en tout cas depuis les XVIIIe siècle et XIXe siècle. Une nouvelle tuilerie y a été construite en 1874 par Jean-Henri Eggly (ou Eggli).
Une autre tuilerie a encore été construite en 1905 par Ginevro Antonietti, puis, lorsque l'argile disponible sur place a été épuisée, cette industrie a été déplacée à Bardonnex. Les vieux locaux de production ont été démolis en 1956.
La gare CFF des Tuileries, située sur la ligne ferroviaire Lausanne – Genève, a été mise en service le 18 juin 1858.